# Angel Mix
Angel Mix foi um programa infantil apresentado por Angélica com exibição de segunda à sexta na TV Globo. Inicialmente era exibido às 11h, mas depois ganhou meia hora a mais de duração começando a partir das 10h30 e por fim, passou a ocupar toda a faixa matinal da emissora começando às 8h30. A partir das 11h30, era exibida dentro do programa, a Caça Talentos, novelinha infantil protagonizada pela própria Angélica. Após o fim de Caça Talentos, foi exibida a novelinha Flora Encantada, também protagonizada por Angélica
Idealizado e dirigido por Boninho, o programa foi exibido de 16 de setembro de 1996 até 30 de junho de 2000. Angélica comandava brincadeiras e bate-papos neste programa de auditório infanto-juvenil, que tinha também números musicais e exibição de desenhos.

## História
1ª Fase (1996-1997)
O programa estreou em 16 de setembro de 1996. Na estreia teve o roteiro de Bernardo Vilhena, direção de Paulo Aragão e Mário Meirelles que também se encarregou da direção geral e a produção do Núcleo de J.B. de Oliveira (Boninho). Angel Mix privilegiava brincadeiras com torcidas do auditório que eram dividas entre equipes azul e laranja. Cerca de 500 crianças de oito a dez anos participavam das gravações e ficavam acomodadas em um cenário criado por Mauro Monteiro para a apresentadora, com uma arquibancada e duas passarelas de dois andares, montado no Teatro Fênix, no Rio de Janeiro. 
Antes da estreia, a emissora veiculou um comercial com a seguinte citação: "Angélica, no seu mundo mágico, mexendo com os sonhos de nossas crianças". Na época, o público aguardava a estreia da apresentadora, que já fazia sucesso com o público infantil na televisão. Ela havia passado pela Rede Manchete e vinha do SBT para comandar as manhãs da TV Globo. Semanas após a estreia, o programa ganhou mais meia hora, iniciando-se a partir das 10h30. 
Em março de 1997 o programa teve a sua primeira grande transformação, ganhando novos quadros, desenhos animados, outro cenário e um show de calouros que era livremente inspirado no "Cassino do Chacrinha". Nesse novo formato, foi dedicado um horário especial para as crianças de até 5 anos, que era das 8h30 às 9h30.
2ª Fase (1998)
Com uma estrutura mais fragmentada em blocos em que até o quarto era dedicado à crianças de até 12 anos e os demais aos adolescentes, o programa mostrava Angélica fazendo três esquetes bem-humoradas, nos quais, representava uma professora de ginástica gorda (Malha Sônia), uma salva-vidas perua (Brigite) e uma hippie que não sabia cozinhar e vendia sanduíches naturais (Alga Maria). Angel Mix continuou com a presença do auditório, com uma parte para as crianças e outra para os jovens, concentrada no quarto bloco. Estreou também o quadro “Papo de Praia”, no qual Angélica recebia convidados ilustres, interrogados sobre algum tema de interesse dos adolescentes. Entre os personagens que estrearam naquele ano estava a Sereia Serena (Angélica), que lia as cartas e e-mails enviados pelo público, auxiliada pelo polvo Zé Polvilho, um boneco cuja mobilidade era fruto do trabalho de dois manipuladores. 
Ainda em 1998, no mês de agosto, o programa passou a adotar algumas mudanças para deixar o programa mais pedagógico, principalmente no tocante a linguagem usada pela apresentadora, tendo uma fala mais direcionada às crianças. Além disso, foram incluídos novos quadros, brincadeiras e desenhos inéditos. No entanto, o programa era se mantinha dividido em blocos. Os primeiros blocos da manhã, que eram das 8h às 11h, eram voltados para crianças de 2 a 8 anos. Já a segunda parte, o público-alvo eram os adolescentes. O cenário, porém, só foi modificado em outubro do mesmo ano, com ambientes diferentes que possuíam elementos da natureza, como o mar, a floresta, as estrelas etc. Os temas se modificam todas as semanas. 
Em novembro de 1998, o programa passa a ter direção de criação de Carlos Manga e ser divido com uma parte direcionada a crianças de 2 a 9 anos, e outra, dirigida ao público de 10 a 14 anos. Esquetes estrelados por Angélica e bonecos, além de quadros curtos e desenhos, iam ao ar na parte infantil. Na parte juvenil, o programa passa a ter um novo cenário, com uma banda ao vivo e ganha novas brincadeiras, entre elas, "Ligação", funcionava da seguinte forma: uma pessoa da plateia dava o número do telefone de sua casa e, se o escolhido acertasse quem atenderia a chamada, Angélica fazia perguntas para os dois. Do palco, o convidado poderia brincar com um parente, amigo ou qualquer outra pessoa que estivesse em sua casa. Outra atração era a brincadeira "Divã da Freudélica", na qual Angélica conversava e fazia perguntas pessoais para os adolescentes, que ficavam na plateia, e eram chamados para deitar num divã.
3ª Fase (1999)
Em abril daquele ano, a parte com auditório, exibido sempre às 11h, passou a se chamar Angel Mix Games. O programa, gravado nos estúdios do Projac, ganha um novo cenário que lembrava uma arena esportiva para um público alvo entre 9 e 14 anos. O palco fora projetado para novas gincanas, algumas brincadeiras dessa fase eram; "Cestão Voando Alto", "Ralação" e "Turbo Tubo". Nessa fase, Angélica sempre trazia um tema para o palco para ser abordado junto ao público.
Sob direção de Coqueiro, no mês de junho de 1999, foi ao ar o Angel Mix Férias, com gravações externas, nas quais Angélica abordava diferentes assuntos, sob a ótica das crianças, em várias regiões do Brasil, como nos pontos turísticos Pão de Açúcar, Cristo Redentor e Jardim Botânico, no Rio de Janeiro; no zoológico de São Paulo; e num parque aquático em Fortaleza. Nas vésperas do Dia das Crianças de 1999, foi lançada a novelinha infantil Flora Encantada, protagonizada por Angélica e exibida dentro do Angel Mix às 10h30, com duração de 30 minutos. 
4ª e Última Fase (2000)
A partir do dia 20 de março de 2000, Angel Mix sofreu uma nova reformulação afim de melhorar a audiência. Agora, sob direção geral de Roberto Talma, a temporada foi concebida para durar até julho e passou a contar com um auditório de 100 crianças e com novos quadros, além de uma parte de dramaturgia que mostrava o cotidiano e as aventuras de uma família. Essa família que substituiu a novelinha Flora Encantada baseava-se nos personagens do livro e da peça teatral "As Molecagens da Vovó", de Márcio Trigo, que se responsabilizou pela direção. A família que adorava assistir televisão, era composta por seu Ernesto, o pai; Dona Eulália, a mãe; Tálita, a pré adolescente vaidosa; Rafael, o irmão dividido entre a realidade e a imaginação; Vovô e a babá Noêmia (Marilu Bueno). A participação de Angélica nesse quadro era conversando com os personagens pela televisão. Alguns dos novos quadros foram “Bichoquê”, “Palavreado”, “Quem Sou Eu?” e “Bate-Papo”. No dia 30 de junho de 2000, foi ao ar o último Angel Mix, se despedindo da programação da TV Globo. Na semana seguinte, Angélica passou a comandar o bloco Férias Animadas , fazendo viagens e chamadas de novos desenhos até meados de agosto. E em 9 de outubro, retornou com a estreia do programa Bambuluá.

## Elenco

### Apresentação
| Angélica |

### Angels
| Ano de atividade | Nome              | Título                                  |
| 1996–1998        | Geovanna Tominaga | Angel Sansei                            |
| 1996–1998        | Juliana Silveira  | Angel Loira                             |
| 1996–1999        | Micheli Machado   | Angel Negra (1996–98) / Angel (1998–99) |
| 1996–1999        | Mirella Tronkos   | Angel Ruiva (1996–98) / Angel (1998–99) |
| 2000             | Nathália Marbá    | Angel                                   |

### Angélicos
| Ano de atividade | Nome                  | Apelido |
| 1996             | Eduardo               | Eduardo |
| 1996             | Gabriel               | Gabriel |
| 1996–1997        | Carlos Manuel do Vale | Carlão  |
| 1996             | Caio "Moreno"         | Caio    |
| 1996–1998        | Caio Bonafé           | Caio    |
| 1998–1999        | Daniel Florenzano     | Daniel  |
| 1998–1999        | Sylvio Carvalho       | Sylvio  |
| 2000             | Sandro Cristiano      | Sandro  |

### Balé Mirim/Mini-Angels
| Ano de atividade | Nome              | Grupo/Título            |
| 1998–1999        | Cintia Maria      | Balé Mirim / Mini-Angel |
| 1998–1999        | Fernanda Marques  | Balé Mirim / Mini-Angel |
| 1998–1999        | Juliana Teixeira  | Balé Mirim / Mini-Angel |
| 1998–1999        | Luana Santos      | Balé Mirim / Mini-Angel |
| 1998–1999        | Patrícia Freire   | Balé Mirim / Mini-Angel |
| 1998–1999        | Luísa Pinheiro    | Balé Mirim / Mini-Angel |
| 1998–1999        | Mayla Martins     | Balé Mirim / Mini-Angel |
| 1998             | Cristiano Joaquim | Balé Mirim              |
| 1998             | José Rafael       | Balé Mirim              |
| 1998–1999        | Anne Caroline     | Mini-Angel              |
| 1998–1999        | Julie França      | Mini-Angel              |